# Le Déshabillage mystérieux
 (juillet 2025).
Pour plus de détails, voir Fiche technique et Distribution.
Le Déshabillage mystérieux (Undressing Extraordinary) est un film muet britannique de Walter R. Booth sorti en 1901.

## Fiche technique
- Titre en français : Le Déshabillage mystérieux
- Titre original : Undressing Extraordinary
- Réalisation : Walter R. Booth
- Production Robert W. Paul
- Pays d'origine : Grande-Bretagne
- Format : noir et blanc
- Genre : fantastique
- Durée : 3 minutes